# Vieux-Port
Vieux-Port là một xã thuộc tỉnh Eure trong vùng Normandie miền bắc nước Pháp.